# Lancia Appia
La Lancia Appia è una autovettura prodotta dalla Lancia dal 1953 al 1963.

## Il contesto

### Dall'Ardea all'Appia

Le due "sorelle" Appia (a sinistra) e Aurelia (a destra) ritratte affiancate nella primavera del 1953.

Dopo aver lanciato il modello Aurelia in sostituzione dell'Aprilia, l'ufficio progettazione dell'azienda torinese mette allo studio il modello destinato a rimpiazzare l'Ardea, che ormai comincia a sentire il peso degli anni. Già nel progetto iniziale, la nuova vettura ha una linea molto somigliante a quella della sorella maggiore Aurelia.
Si ripete così quanto accaduto nell'anteguerra con la Ardea e la Aprilia, la prima essendo una copia in scala ridotta della seconda. In sede sperimentale il motore ha la stessa cilindrata dell'Ardea (903 cc) ma una struttura diversa, con due alberi a camme nel basamento e testa in alluminio con sedi delle valvole riportate. I due alberi a camme (mossi da una catena silenziosa con tenditore idraulico automatico funzionante con la pressione del motore) comandano ognuno le valvole esterne della propria fila e quelle interne della fila opposta. Il sistema, in effetti un po' complesso, comporta qualche difficoltà di messa a punto per via della disposizione delle aste di distribuzione. Considerato il limitato interasse tra i cilindri, si opta per un albero motore poggiante su due soli supporti. Attraverso fasi intermedie (955 e 987 cc) si giunge poi -all'inizio del '53- alla cilindrata definitiva, che sfiora i 1100 cm³.
La nuova vettura - battezzata Appia - viene presentata al Salone di Torino dell'aprile '53. Sua più diretta concorrente è la nuova Fiat 1100 modello 103, immessa sul mercato qualche settimana prima: la differenza di prezzo tra le due è però notevole, visto che la Fiat viene proposta a 975.000 lire (addirittura 945.000 nella versione "economica") mentre la nuova piccola Lancia costa 1.331.500 lire. Giustificano solo in parte tale differenza le soluzioni tecniche molto evolute (cilindri a V stretto, due alberi a camme nel basamento, valvole in testa inclinate con sedi riportate, camere di scoppio emisferiche, testa in alluminio) e una maggiore accuratezza di costruzione della carrozzeria.

### La scelta del nome
Negli anni '50, abbandonati ormai i nomi delle città laziali (Aprilia, Ardea), la Lancia prosegue la via intrapresa con la Aurelia e designa il nuovo modello con il nome di un'altra notissima strada consolare romana cioè "Appia".
La via Appia (Appia Antica) era una strada romana che collegava Roma a Brindisi, il più importante porto per la Grecia e l'Oriente nel mondo dell'antica Roma. Voluta dal console Appio Claudio Cieco la sua costruzione ebbe inizio nel 312 a.C.
La attuale via Appia (Strada statale 7) venne costruita nel 1784 parallelamente all'antica via consolare.

### La serie Appia
Al XXXV Salone dell'automobile di Torino che si apre il 22 aprile 1953 viene esposta la capostipite di tutte le Appia, la berlina, che verrà successivamente definita come "prima serie".
Caratterizzata da una carrozzeria che ricalca, in scala ridotta, quella della sorella maggiore Aurelia e da una meccanica piuttosto evoluta (cilindri a V stretto, due alberi a camme nel basamento, valvole in testa inclinate con sedi riportate, camere di scoppio emisferiche, testa in alluminio) la nuova "piccola" di Casa Lancia (1090 cm³, 38 hp, 120 km/h), viene presto affiancata dalle versioni cosiddette "commerciali" (Furgoncino e Autolettiga nel '54, anche Camioncino dal '55).

L'Appia seconda serie berlina.

Malgrado la moda di quegli anni, per la prima serie Appia la Casa non predispone alcun telaio per i carrozzieri. Le vendite della berlina Appia prima serie non decollano come si sperava per cui, anche per cercare di fronteggiare la concorrenza della Alfa Romeo Giulietta, il professor Fessia (entrato in servizio alla casa torinese nel '55) mette in cantiere la seconda serie Appia, che viene presentata al Salone di Ginevra nel marzo 1956. La nuova berlina presenta modifiche di non poco conto, sia all'estetica (nuova coda con pinne arrotondate) sia alla meccanica (43,5 hp 128 km/h) ma soprattutto ha un grado di finitura molto migliore.
In concomitanza con l'uscita della seconda serie, le versioni commerciali vengono a loro volta aggiornate soprattutto meccanicamente, anche se viene abbandonata la produzione della versione "autolettiga" (si costruiscono soltanto furgoncini e camioncini).
Subito dopo il lancio della seconda serie, la Lancia rende disponibili tredici pianali per i più quotati carrozzieri italiani, che realizzano altrettante "fuoriserie" tra le quali spicca per originalità il coupé di Zagato esposto al Salone di Torino (aprile 1956) e subito denominato "cammello" per via delle "gobbe" che contraddistinguono la sua carrozzeria: è il capostipite di un gran numero di coupé sportivi che il celebre carrozziere milanese metterà in cantiere negli anni successivi.
Visto l'interesse mostrato dai carrozzieri, la Casa torinese mette a loro disposizione ulteriori pianali sui quali Pininfarina e Vignale preparano rispettivamente un bel coupé assai lussuoso e una cabriolet, che saranno esposte al Salone di Ginevra del marzo '57 e che troviamo inserite nel listino Lancia qualche mese dopo.

L'Appia terza serie berlina.

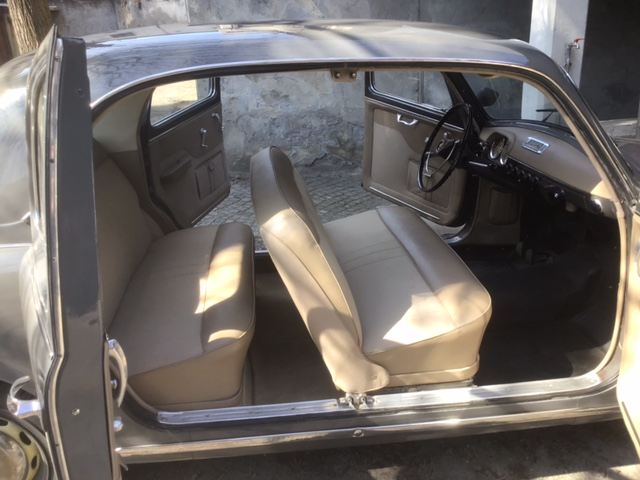
L'abitacolo della terza serie

Altra versione derivata dall'Appia e commercializzata dalla stessa Lancia è la "Lusso" di Vignale, una quattro posti uscita a fine '58 ma in pratica venduta per un solo anno (1960). Al Salone di Ginevra del marzo '59, esce la terza serie dell'Appia, la cui differenza più appariscente sta nel "muso" della vettura, la cui mascherina abbandona la forma a scudetto in favore di una presa d'aria orizzontale somigliante a quella della Flaminia: tra le molte migliorie meccaniche, da citare l'aumento di potenza e prestazioni (48 hp, 132 km/h) e l'adozione del doppio circuito frenante, brevetto Lancia col nome "Superduplex" proposto anche sull'edizione di quell'anno della Flaminia.
Tra il 1959 e il 1961, le parti meccaniche dell'Appia (in particolare il propulsore) vengono utilizzate da alcuni piccoli costruttori artigianali italiani per la realizzazione di monoposto della Formula Junior, una interessante categoria di macchine da corsa dal prezzo accessibile creata alla fine degli anni '50.
Con l'avvento della terza serie, nasce un nuovo furgone leggero a guida avanzata, il "Jolly", che sancisce la sparizione delle Appia in versione Furgoncino e Camioncino, mentre tutte le altre versioni "derivate" vengono a loro volta aggiornate, anche se si tratta comunque di modifiche di lieve entità che interessano praticamente la sola parte meccanica.						
Al Salone di Torino dell'autunno 1959 viene esposta, come "novità" Appia, la Giardinetta di Viotti (la station wagon dell'epoca), che sarà immessa sul mercato qualche mese dopo. L'ultima nuova Appia esce nel 1961, quando Zagato presenta la versione "Sport" caratterizzata dal passo accorciato. Poi, nel 1963, all'Appia succederà la Fulvia.

### Il commiato
L'uscita dell'ultima Appia dalla linea di montaggio - il 27 aprile del 1963 – dà luogo a una simpatica manifestazione, cui presenziano i dirigenti della Casa. Un operaio, Michele Mosso, prepara una poesia di saluto: il direttore generale, professor Guido Calbiani, gli consegna un premio che vuol anche essere un simbolico riconoscimento verso tutti coloro che hanno collaborato alla fortuna di questo modello, il primo nella storia della Lancia a superare - conteggiando tutte le versioni - le centomila unità.

L'ode composta da Michele Mosso (operaio alla Lancia) in onore e in ricordo dell'Appia.

All'uscita di scena dell'Appia, Ferruccio Bernabò, un noto giornalista e sfegatato “lancista”, scrive un roboante ma significativo articolo dal sapore nostalgico/romantico, che appare nell'estate del 1963 sulla rivista “Lancia” (edita dalla Casa torinese stessa). Lo riportiamo integralmente.

Addio, cara Appia; ci rivolgiamo a te, in questo saluto fatto di nostalgie, come ad un essere umano, come a un'amica di giorni sereni il cui ricordo evoca momenti di felicità piena, rimembranze sfumate nel tempo eppure ancora vivide di immagini. Eri nata nella primavera del 1953, sorella minore dell'Aurelia, per sostituire l'Ardea; avevi un aspetto di giovane aristocratica, tanto elegante quanto sobria, e gli intenditori riconobbero in te i segni certi della buona razza Lancia, quella che non suscita effimere vampate d'entusiasmo presto sopito, ma piuttosto quel certo quale distacco che si smussa poco a poco, scoprendo ogni giorno le virtù celate, le segrete risorse di chi non ama il vistoso modo di imporsi tra gente superficiale. Poiché eri nata signora, insomma. Forse un pochino gracilina, nei tuoi primi mesi di vita, tanto che quella gente di cui sopra, credette di fare giustizia sommaria delle tue qualità ancora non pienamente rivelate. Poi, il tempo fece presto a ristabilire la verità. Eri una vettura raccolta, di forme aggraziate, agile, con un motorino magari un po' complesso, raffinato, generoso. Anche nella meccanica, come nella linea, avevi osato andare controcorrente - come tante Lancia che ti avevano preceduto – e per questo ti fu un po' difficile importi immediatamente. E del resto faceva parte della tua natura schiva. Ma quando uscisti dalla fanciullezza, tutti i critici della prima ora credettero di “scoprirti”, si accorsero che non avevi eguali al mondo, che eri elegante, bella, veloce, sobria come nessun'altra. E l'ammirazione si mutò in entusiasmo allorché, nel 1956, i tecnici ti diedero un nuovo vestito che slanciò la tua linea, e ritoccarono il tuo motore con una iniezione di brio che completò la tua personalità. Da allora diventasti più che mai la vettura che riassumeva in sé tutte le virtù; chi ti possedeva andava fiero di poter dire: la mia macchina è un'Appia. Non avevi bisogno di niente: fedele, silenziosa, sempre pronta, non arricchivi certamente i meccanici delle officine. Cento, centoventimila chilometri: ci fu chi arrivò a superare i 150 mila senza revisioni di sorta. Eri diventata insomma una macchina proverbiale, una pietra di paragone da cui uscivi sempre vittoriosa, cara Appia. E fu accolto con compiacimento, ma senza sorpresa, l'annuncio che la rivista “Quattroruote” aveva fatto percorrere a una Appia, senza soste, 160 mila chilometri sulle strade italiane, cento volte la Mille Miglia ! Questo era il tuo cuore generoso. Ti vestirono in elegante coupé, in ariosa convertibile, in berlinetta sportiva: e allora, come sempre senza chiasso, vincesti nei concorsi d'eleganza, ti facesti ammirare nei Saloni internazionali, fosti imbattibile nelle gare di velocità e di consumo. Esiste in proposito un lungo ricco albo d'oro che la Lancia conserverà tra i documenti più significativi di un'epoca, l'epoca Appia. La tua ultima, felice trasformazione l'avesti con la “terza serie”, che rappresentò il tuo trionfo definitivo. Continuavano a nascere in tutto il mondo macchine di cilindrata simile alla tua (ma mai della tua classe), eppure quando gli automobilisti facevano confronti, tornavanop a te, vecchia cara Appia, con la fiducia incrollabile che quanto potevi dare tu, nessun'altra ci sarebbe riuscita. E così, mese dopo mese, anno dopo anno, ti moltiplicasti, fintanto che non sorse all'orizzonte della Lancia un nome nuovo, il modello che doveva raccogliere la tua pesante eredità: la Fulvia. E il 27 aprile 1963, con l'esemplare numero 103.161 il tuo ciclo si è chiuso. Vollero, quel giorno, darti un saluto ufficiale: dirigenti e maestranze si raccolsero attorno all'uscita della linea di montaggio Appia, per farti un po' di festa. Te la meritavi. E tutti erano un po' commossi. Ma tu continuerai a fare il tuo dovere come prima, sulle strade del mondo. E ti vedremo circolare chissà per quanti anni ancora, perché il tuo compito è quello di servire fedelmente, di non fermarti mai, leggendaria Appia. Saremo felici di continuare ad incontrare ovunque la tua sagoma così caratteristica, di udire il fruscìo vivace del tuo motore, di ascoltare gente fiera di dire: la mia macchina è un'Appia. E poi, puoi essere tranquilla sul conto della tua ultima sorella, da poco nata: è della tua stessa razza, ha ereditato le tue migliori virtù. Già adesso sta diventando la automobile degli intenditori, come tu stessa un tempo: chi ha posseduto un'Appia, ha già o avrà una Fulvia. Vedi dunque che puoi andare orgogliosa ! Addio cara Appia, non sarai dimenticata, né nel nostro ricordo né nella storia meravigliosa dell'automobile.

## Dati produttivi, per modello e per anno
| Dati produzione Appia | Dati produzione Appia | Dati produzione Appia | Dati produzione Appia | Dati produzione Appia | Dati produzione Appia                              | Dati produzione Appia                              | Dati produzione Appia                              | Dati produzione Appia                                                                 | Dati produzione Appia                                                                 | Dati produzione Appia                                                                 | Dati produzione Appia |
| --------------------- | --------------------- | --------------------- | --------------------- | --------------------- | -------------------------------------------------- | -------------------------------------------------- | -------------------------------------------------- | ------------------------------------------------------------------------------------- | ------------------------------------------------------------------------------------- | ------------------------------------------------------------------------------------- | --------------------- |
|                       | Berline               | Berline               | Berline               | Berline               | Commerciali (Furgoncini, Autolettighe, Camioncini) | Commerciali (Furgoncini, Autolettighe, Camioncini) | Commerciali (Furgoncini, Autolettighe, Camioncini) | Fuori serie/derivate (Coupé 2+2, Convertibili, Berlinette Zagato, Lusso, Giardinette) | Fuori serie/derivate (Coupé 2+2, Convertibili, Berlinette Zagato, Lusso, Giardinette) | Fuori serie/derivate (Coupé 2+2, Convertibili, Berlinette Zagato, Lusso, Giardinette) |                       |
| Anni                  | Prima serie           | Seconda serie         | Terza serie           | Totale berline        | Prima serie                                        | Seconda serie                                      | Totale veic.comm/li                                | seconda serie                                                                         | terza serie                                                                           | Totale derivate                                                                       | Totale per anno       |
|                       |                       |                       |                       |                       |                                                    |                                                    |                                                    |                                                                                       |                                                                                       |                                                                                       |                       |
| 1953                  | 5286                  | ---                   | ---                   | 5286                  | ---                                                | ---                                                | ---                                                | ---                                                                                   | ---                                                                                   | ---                                                                                   | 5286                  |
| 1954                  | 10215                 | ---                   | ---                   | 10215                 | 693                                                | ---                                                | 693                                                | ---                                                                                   | ---                                                                                   | ---                                                                                   | 10908                 |
| 1955                  | 4497                  | ---                   | ---                   | 4497                  | 1079                                               | ---                                                | 1079                                               | ---                                                                                   | ---                                                                                   | ---                                                                                   | 5576                  |
| 1956                  | 27                    | 5307                  | ---                   | 5334                  | 222                                                | 324                                                | 546                                                | 29                                                                                    | ---                                                                                   | 29                                                                                    | 5909                  |
| 1957                  | ---                   | 8357                  | ---                   | 8357                  | ---                                                | 712                                                | 712                                                | 834                                                                                   | ---                                                                                   | 834                                                                                   | 9903                  |
| 1958                  | ---                   | 7982                  | ---                   | 7982                  | ---                                                | 671                                                | 671                                                | 681                                                                                   | ---                                                                                   | 681                                                                                   | 9334                  |
| 1959                  | ---                   | 779                   | 9322                  | 10101                 | ---                                                | 162                                                | 162                                                | 211                                                                                   | 710                                                                                   | 921                                                                                   | 11184                 |
| 1960                  | ---                   | ---                   | 17066                 | 17066                 | ---                                                | ---                                                | ---                                                | ---                                                                                   | 1576                                                                                  | 1576                                                                                  | 18642                 |
| 1961                  | ---                   | ---                   | 13860                 | 13860                 | ---                                                | ---                                                | ---                                                | ---                                                                                   | 692                                                                                   | 692                                                                                   | 14552                 |
| 1962                  | ---                   | ---                   | 12250                 | 12250                 | ---                                                | ---                                                | ---                                                | ---                                                                                   | 411                                                                                   | 411                                                                                   | 12661                 |
| 1963                  | ---                   | ---                   | 3052                  | 3052                  | ---                                                | ---                                                | ---                                                | ---                                                                                   | 17                                                                                    | 17                                                                                    | 3069                  |
|                       |                       |                       |                       |                       |                                                    |                                                    |                                                    |                                                                                       |                                                                                       |                                                                                       |                       |
| Totale per modello    | 20025                 | 22425                 | 55550 [a]             | 98000 [b]             | 1994                                               | 1869                                               | 3863                                               | 1755 [c]                                                                              | 3406 [d]                                                                              | 5161 [e]                                                                              | 107024 [f]            |

Note:
[a][b] : Secondo alcune fonti il totale di berlina terza serie sarebbe di 55577 (anziché 55550) ed il totale generale di berline 98027 (anziché 98000)
[c] : ripartizione stimata per modello: 21 "fuoriserie", 153 Berlinette Zagato (GT, GTS, GTE) e 1581 tra Coupé 2+2 Pininfarina e Convertibili Vignale;
[d] : ripartizione stimata per modello: 368 Berlinette Zagato GTE, 200 Sport Zagato a passo corto, 300 "Giardinette" Viotti, 478 "Lusso" Vignale e 2060 tra Coupé 2+2 Pininfarina e Convertibili Vignale;
[e] : ripartizione stimata per modello: 21 fuoriserie, 521 berlinette Zagato (GT, GTS, GTE), 200 berlinette Zagato a passo corto, 478 Berline "Lusso" di Vignale, 300 Giardinette Viotti, 3841 tra Coupé 2+2 Pininfarina/Viotti e Convertibili Vignale.
Da sottolineare tuttavia che i dati "certi" sono soltanto i quattro sottoindicati: 

1. il totale (5161);

2. il numero di Zagato del tipo Sport a passo corto (200).

3. il numero di Appia "Lusso" (478);

4. il numero di "Giardinette" (300);

Si possono poi individuare (ma si tratta di stime):

- n 21 "fuoriserie" (10 di Motto, 4 di Vignale, 4 di Allemano, 1 di Boano, 1 di Ghia e 1 di Pininfarina);

- n 521 berlinette Zagato (escluse le Sport a passo corto);

- n 3641 unità rimanenti, costituite da Coupé 2+2 Pininfarina/Viotti e Convertibili Vignale;
[f]: naturalmente, se assumessimo il dato (riportato da alcune fonti) secondo cui il totale delle "berline" costruite sarebbe di 98027 esemplari, il numero totale di Appia salirebbe a 107051 pezzi.

## Dati vendite per "serie" e per anno
Escludendo dal computo i cosiddetti "veicoli commerciali" (Autolettighe, Camioncini e Furgoncini) per i quali non si hanno dati precisi concernenti le vendite in Italia, le "Appia" immatricolate nuove in Italia, dal 1953 al 1963, risultano 97.026.

Poiché le unità costruite sono invece 103.161 (98.000 berline e 5.161 "speciali" ovvero coupé 2+2, convertibili, berlinette Zagato, Giardinette e Lusso), se ne deduce che l'esportazione ha assorbito poco più di 6.000 unità (6135 pezzi) vale a dire un 6% scarso della produzione.

Una stima del dato per ciascuna serie conduce a questi numeri:

Prima serie: 20.025 costruite (esclusivamente berline), 19.700 vendute in Italia, 325 esportate (1,6%)

Seconda serie: 24.180 costruite (22.425 berline e 1.755 "speciali"), 22.100 vendute in Italia, 2.080 esportate (8,6%)

Terza serie: 58.956 costruite (55.550 berline e 3.406 "speciali"), 55.226 vendute in Italia, 3.730 esportate (6,3%)
| Dati vendite in Italia vetture Appia (comprese, oltre alle Berlina, le Coupé 2+2, le Berlinette Zagato, le Convertibili, le Giardinette e le Lusso ma esclusi i veicoli cosiddetti "commerciali", ovvero Autolettighe, Camioncini e Furgoncini) | Dati vendite in Italia vetture Appia (comprese, oltre alle Berlina, le Coupé 2+2, le Berlinette Zagato, le Convertibili, le Giardinette e le Lusso ma esclusi i veicoli cosiddetti "commerciali", ovvero Autolettighe, Camioncini e Furgoncini) | Dati vendite in Italia vetture Appia (comprese, oltre alle Berlina, le Coupé 2+2, le Berlinette Zagato, le Convertibili, le Giardinette e le Lusso ma esclusi i veicoli cosiddetti "commerciali", ovvero Autolettighe, Camioncini e Furgoncini) | Dati vendite in Italia vetture Appia (comprese, oltre alle Berlina, le Coupé 2+2, le Berlinette Zagato, le Convertibili, le Giardinette e le Lusso ma esclusi i veicoli cosiddetti "commerciali", ovvero Autolettighe, Camioncini e Furgoncini) | Dati vendite in Italia vetture Appia (comprese, oltre alle Berlina, le Coupé 2+2, le Berlinette Zagato, le Convertibili, le Giardinette e le Lusso ma esclusi i veicoli cosiddetti "commerciali", ovvero Autolettighe, Camioncini e Furgoncini) |
| --- | --- | --- | --- | --- |
| | | | | |
| Anni | Prima serie | Seconda serie | Terza serie | Totale |
| | | | | |
| 1953 | 4547 | --- | --- | 4547 |
| 1954 | 9297 | --- | --- | 9297 |
| 1955 | 5007 | --- | --- | 5007 |
| 1956 | 849 [a] | 4401 [a] | --- | 5250 [a] |
| 1957 | --- | 8275 | --- | 8275 |
| 1958 | --- | 7855 | --- | 7855 |
| 1959 | --- | 1569[b] | 7886[b] | 9455 [b] |
| 1960 | --- | --- | 16209 | 16209 |
| 1961 | --- | --- | 14656 | 14656 |
| 1962 | --- | --- | 11675 | 11675 |
| 1963 | --- | --- | 4800 | 4800 |
| Totale | 19700 [c] | 22100 [c] | 55226 [c] | 97026 [c] |

Note:

[a] Il totale annuo (5250 unità) è un dato certo, mentre la ripartizione tra "I serie" (849) e "II serie" (4401) è un dato stimato anche se certamente prossimo alla realtà;

[b] Il totale annuo (9455 unità) è un dato certo, mentre la ripartizione tra "II serie" (1569) e "III serie" (7886) è un dato stimato anche se certamente prossimo alla realtà;

[c] La ripartizione nelle tre serie è frutto di stima (ved. precedenti note [a] e [b]) anche se i dati dovrebbero essere assai prossimi alla realtà.

## L'attività sportiva dell'Appia

La Dagrada-Lancia Formula Junior a motore anteriore (1960)

Benché gli acquirenti dell'Appia fossero tendenzialmente orientati più al comfort ed al lusso piuttosto che alle prestazioni velocistiche, non sono mancate presenze di vetture Appia nelle competizioni.
Nel 1953, anno del lancio sul mercato, la piccola 1100 di casa Lancia non venne omologata nella categoria Turismo, per volontà della Casa stessa: ciononostante, una signora, Mimi Schiagno, ebbe l'ardire di partecipare con la normale berlina di serie ad alcune gare, correndo nella categoria superiore ("Gran Turismo") ed ottenendo anche apprezzabili risultati.

Al di la di questo se vogliamo inusuale e curioso "debutto" dell'Appia, sarebbe poi ingeneroso non ricordare i successi ottenuti in corsa - per quasi un decennio - dalle vetture carrozzate ed elaborate da Zagato.
Nella sua classe (1150 cm³ della categoria Gran Turismo) l'Appia Zagato fa la parte del leone, consentendo ai suoi piloti (tra i quali va citato Cesare Fiorio) di conquistare 10 Campionati italiani, tra il 1957 e il 1965.
Il propulsore "Appia" verrà anche utilizzato da alcuni piccoli costruttori-artigiani italiani per le monoposto di Formula Junior: quella costruita da Angelo Dagrada ottiene - con Giancarlo Baghetti - i risultati migliori (4º posto nella graduatoria del Campionato 1960).

## Galleria d'immagini
